# Hlaðguðr svanhvít
Hlaðguðr Svanhvít (nórdico antigo, lit. "Hlaðguðr cisne-branco"), na mitologia nórdica, é uma valquíria, sancionada uma personagem menor no Völundarkviða, da Edda em verso, e como irmã da valquíria Hervör alvitr (ambas filhas do rei Hlödvér), e como esposa por sete anos de Slagfiðr.